# Технология тысячелетия (премия)
«Технология тысячелетия» (фин. Millennium-teknologiapalkinto) — международная технологическая премия, присуждаемая Технологической академией Финляндии.

## Награждение
Награждение происходит раз в два года, впервые премия была вручена в 2004 году. Есть два типа лауреатов премии — победители (главный приз) и призёры (утешительный приз). Приз вручает президент Финляндии. Приз включает в себя памятную награду в форме горной вершины и денежное вознаграждение.
В 2008 году вознаграждение победителя составило 800 тысяч евро, а призёры получили по 115 тысяч евро. В 2012 году два победителя получили по 600 тысяч евро каждый. В 2014 года вознаграждение победителя составило 1 миллион евро.

## Победители
| Год  | Победитель                    | Страна                 | Формулировка                                                                           |
| ---- | ----------------------------- | ---------------------- | -------------------------------------------------------------------------------------- |
| 2004 | Бернерс-Ли, Тим               | Великобритания         | Изобретение Всемирной паутины                                                          |
| 2006 | Накамура, Сюдзи               | Япония / США           | Изобретение синих и белых светодиодов                                                  |
| 2008 | Роберт Лангер                 | США                    | Открытие биоматериалов для контролируемого высвобождения лекарств и регенерации тканей |
| 2010 | Михаэль Гретцель              | Швейцария              | Работа по развитию сенсибилизированных красителем солнечных батарей                    |
| 2012 | Линус Торвальдс Синъя Яманака | Финляндия / США Япония | Операционная система с открытым исходным кодом (Linux) Исследования стволовых клеток   |
| 2014 | Стюарт Паркин                 | Великобритания         | Увеличение плотности записи для носителей информации                                   |
| 2016 | Фрэнсис Арнольд               | США                    | Пионерские работы по направленной эволюции                                             |
| 2018 | Туомо Сунтола                 | Финляндия              | За разработку технологии осаждения атомных слоёв                                       |

## Призёры
| Год  | Призер                                       | Страна                              | Формулировка                           |
| ---- | -------------------------------------------- | ----------------------------------- | -------------------------------------- |
| 2008 | Алек Джеффрис                                | Великобритания                      | Генетическая дактилоскопия             |
| 2008 | Пейн Дэвид Нил Эммануэль Десурвир Рэнди Жиль | Великобритания Франция Канада / США | Усилитель сигнала в оптическом волокне |
| 2008 | Эндрю Витерби                                | США                                 | Алгоритм Витерби                       |
| 2010 | Ричард Френд                                 | Великобритания                      | Органическая электроника               |
| 2010 | Стивен Фербер                                | Великобритания                      | Микропроцессор ARM                     |

## Национальная премия
С 2011 года проводится также награждение финских компаний и исследователей, работающих в тех же областях, что и победители премии. Премия называется Millennium Distinction Award.